# Joseph Rossi
Ne doit pas être confondu avec Angelo Joseph Rossi.
Pour les articles homonymes, voir Rossi.
Joseph Rossi, né le 29 janvier 1892 à Corgémont (Suisse) et mort le 22 juin 1930 à Annet-sur-Marne, est un dessinateur et peintre français d'origine suisse.

## Biographie
Fils de Jean Antoine Baptiste Rossi et d'Emma Vogt, domiciliés à Grandson (Suisse), où Joseph expose dès 1911 des dessins de sa composition. Il entre ensuite en apprentissage chez un décorateur à Genève, tout en suivant les cours du soir de l'école des beaux-arts de la ville, puis à l'âge de 18 ans, arrive à Paris.
Il devient l'assistant de Gabriel Ferrier et se passionne pour les estampes japonaises. En avril 1914, il est présenté en tant que peintre au comité de la Société de Saint-Jean.
Rattrapé par la Première Guerre mondiale, il épouse ensuite Jeanne Suchet, née le 11 janvier 1885 à Charlieu,. Le couple s'installe à Villeparisis, avenue de Béarn. Cette ville et ses environs inspirent au peintre de nombreuses toiles et dessins. Rossi choisit pour motifs les demeures, les paysages, les habitants, portant un regard sur les ouvriers et les paysans de la banlieue parisienne.
Puis il commence d'exposer à Paris, essentiellement des huiles sur toile de moyen format. En 1920, il est invité au salon de la Société nationale des beaux-arts, exposant une peinture intitulée Femme cousant. En 1922, il expose à la galerie Schoeller puis à la galerie Jacob.
En 1925, il présente des œuvres à la galerie Carmine, travail qui déconcerte, qualifié de « neutre et tout gris ». Il expose ensuite à la galerie des Portiques (1926), puis au Salon des indépendants, où, en 1927, il est entre autres remarqué par le critique Louis Gillet qui salue sa palette quasi-monochrome et la douce mélancolie de ses représentations.
Aux Indépendants de 1928, il renouvelle ses envois selon les mêmes thèmes.
Le 28 octobre 1928, il est naturalisé français, du fait de son mariage avec une française.
En novembre 1929, il participe au salon d'Automne. En janvier 1930, il revient aux Indépendants, puis expose à la galerie Avila (1929).
Le 22 juin 1930, le couple se baigne à Annet-sur-Marne, quand Jeanne est prise d'un malaise. Son époux lui porte secours, mais revenu sur la rive, il est pris d'un malaise à son tour et coule à pic. Son corps est retrouvé sans vie quelques heures plus tard. Cette tragédie met un terme à une carrière que la critique va juger, rétrospectivement, comme très prometteuse et son œuvre comme assez originale, dans la continuité d'un Jean-François Raffaëlli. Le magazine Comœdia, André Fontainas et Jean-Paul Dubray voient en lui un grand peintre. 
Les Indépendants de janvier 1931 lui consacre un bel hommage remarqué,. En décembre 1932, la galerie Bernheim-Jeune accueille une nouvelle rétrospective, en même temps que sort un ouvrage consacré à sa vie et son œuvre signé par Jean-Paul Dubray, suivie en juin 1934 par une nouvelle exposition à la galerie Druet (Paris).
Après guerre, une exposition est organisée par sa veuve en juin 1947 à la galerie Berri-Raspail (Paris). Jeanne Rossi meurt le 18 mai 1950 à Ivry-sur-Seine.

## Œuvre

### Collections publiques
- Femme portant du foin, pastel sur papier, Salon de la Société des peintres de montagne, 1922, dépôt au ministère de l'Instruction publique[21].
- Chevaux rentrant à la ferme, huile sur toile, 1928, Paris, Chambre des députés[22].
- Cheval montant la rue, huile sur toile, avant 1926, musée de Hyères [?][23].
- Le Départ pour les champs, huile sur toile, avant 1931, loc. inconnue [Lyon ?][24].
- La Route, huile sur toile, avant 1931, loc. inconnue[25].
- Le Retour, fusain sur papier, avant 1931, Paris, Centre national d'art et de culture Georges-Pompidou[26].
- Fin de journée, huile sur toile, avant 1931, Paris, Centre national d'art et de culture Georges-Pompidou[27].

Quelques œuvres de Rossi
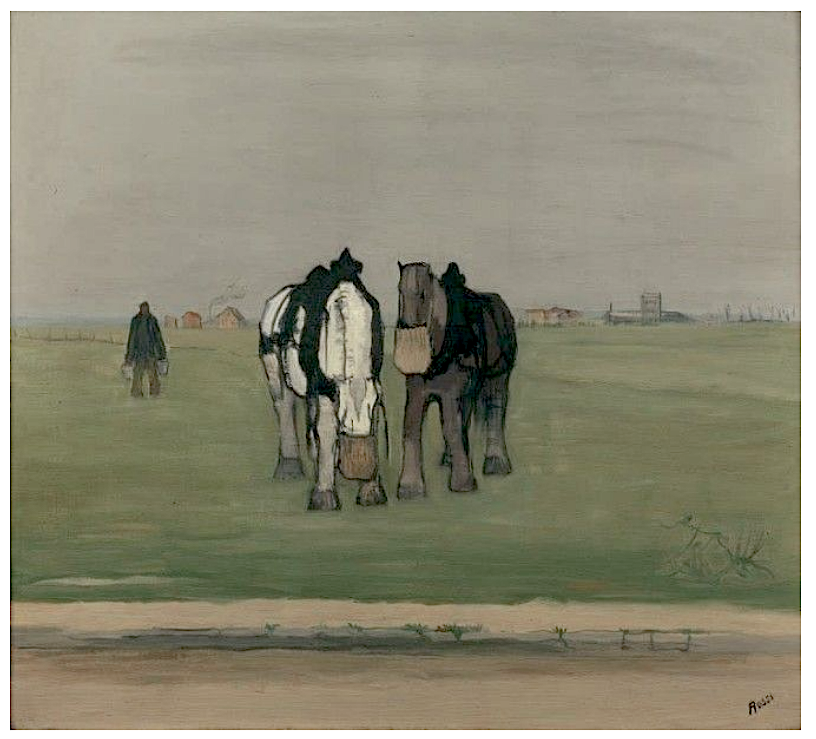
Cheveux mangeant de l'avoine (1928), huile sur toile, coll. privée
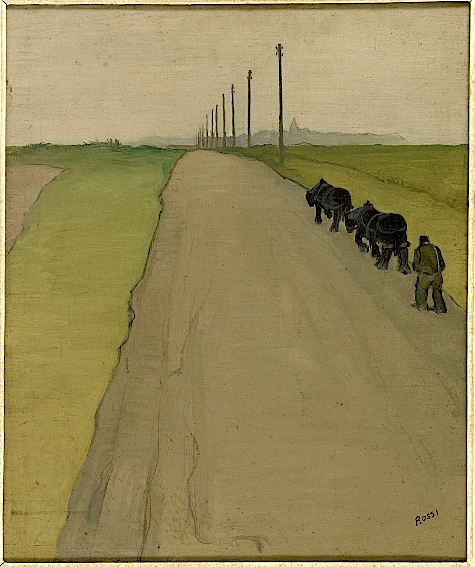
La Route, huile sur toile, fonds CNAP
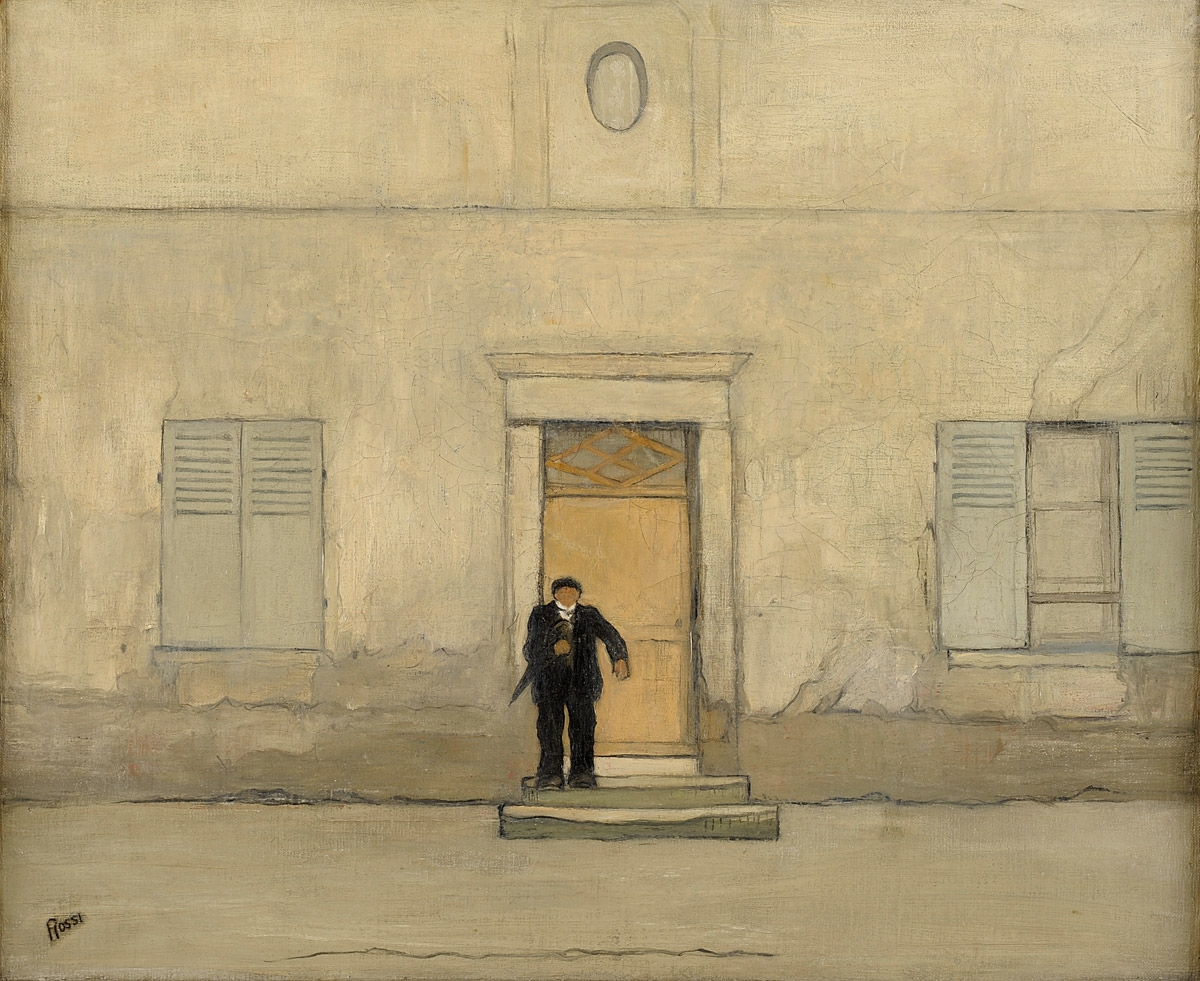
L'Homme au parapluie devant sa maison (avant 1930), huile sur toile, coll. privée
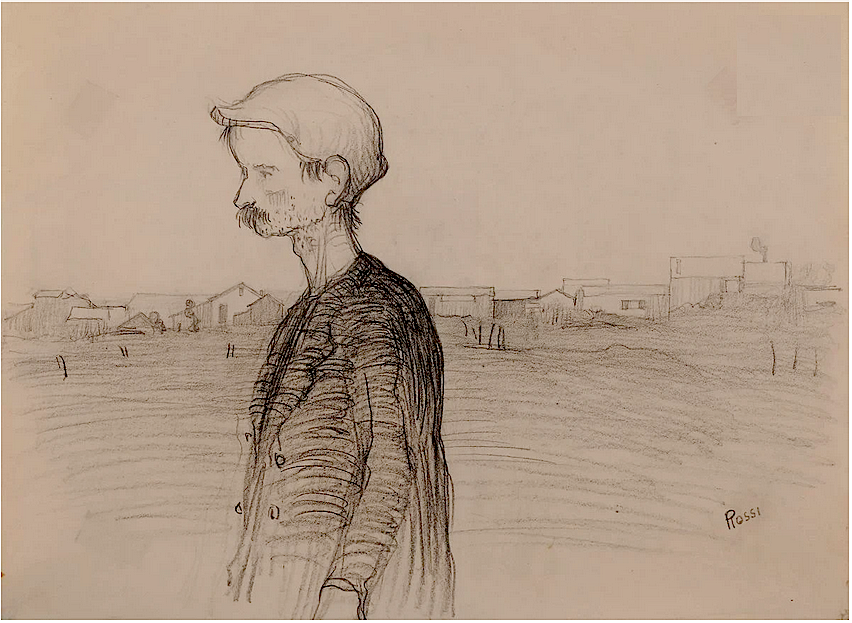
L'Ouvrier, fusain
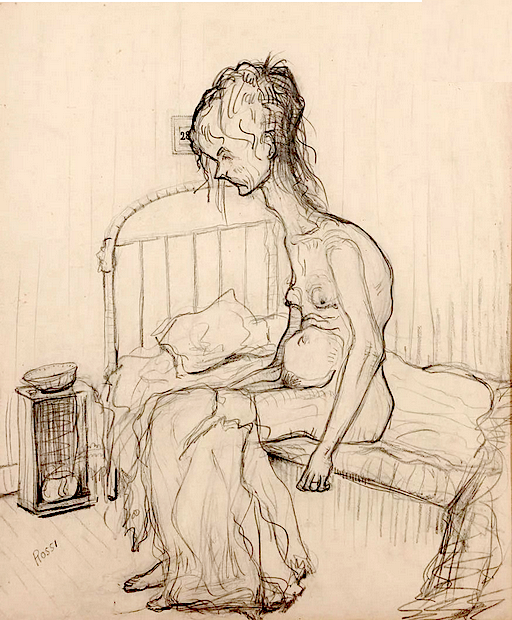
Vieille femme hagarde, dessin au crayon
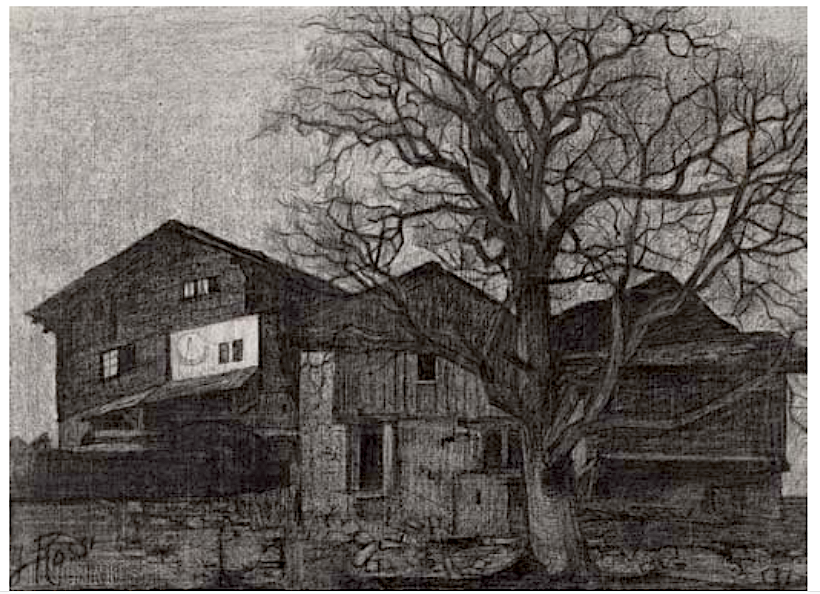
À la tombée de la nuit, fusain